# 锡盖尔
锡盖尔（法語：Siguer，法語發音：[siɡɛʁ]）是法国阿列日省的一个市镇，位于该省南部，属于富瓦区。

## 地理
锡盖尔（42°45'53"N, 1°33'56"E）面积38.73 平方千米，位于法国奧克西塔尼大區阿列日省，该省份为法国西南部内陆省份，西部和北部与上加龙省接壤，东临奥德省，东南至东比利牛斯省接壤，南与安道尔和西班牙接壤。
与锡盖尔接壤的市镇（或旧市镇、城区）包括：卡普莱和瑞纳克、热斯蒂耶斯、伊利耶和拉拉马德、莱尔库勒、奥尔迪诺。
锡盖尔的时区为UTC+01:00、UTC+02:00（夏令时）。

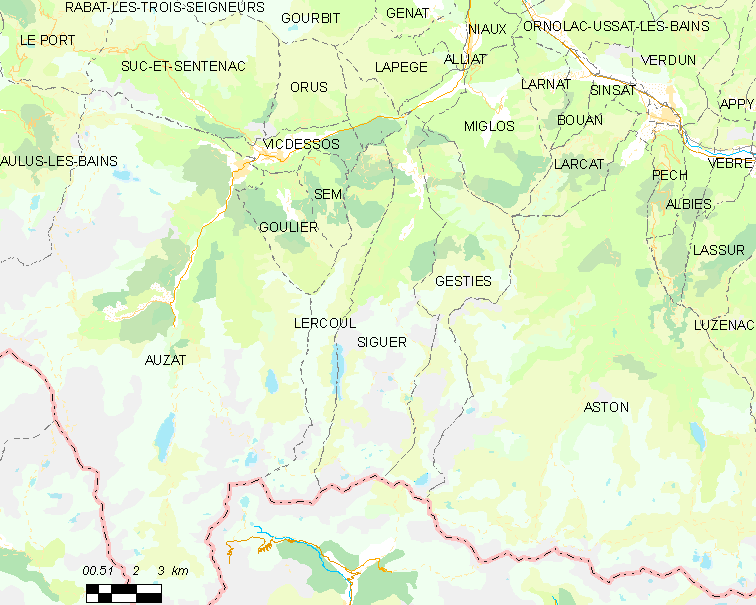
锡盖尔的OSM定位图

## 行政
锡盖尔的邮政编码为09220，INSEE市镇编码为09295。

## 政治
锡盖尔所属的省级选区为萨巴尔泰斯县。

## 人口

1962-2008年间锡盖尔人口变化图示

锡盖尔于2022年1月1日时的人口数量为95人。